# Kunějov
Kunějov (německy Kunas) je vesnice, část obce Člunek v okrese Jindřichův Hradec v Jihočeském kraji. Nachází se asi tři kilometry jižně od Člunku, patnáct kilometrů od Jindřichova Hradce. Je zde evidováno 106 adres. V roce 2011 zde trvale žilo 59 obyvatel. Kunějov je také název katastrálního území o rozloze 9,93 km².
Vesnice se nachází v lokalitě Česká Kanada. Jedná se o typickou údolní lánovou vesnici bez návesního prostoru s dochovanou historickou strukturou typické záhumenicové plužiny. Protéká jí Kunějovský potok, který tvoří kaskádu rybníčků po celé délce vesnice. Pro tuto vesnici jsou typické hospodářské usedlosti vytvářející čtyřstranně uzavřené dvorce.

## Název
Pojmenování vesnice (Kunějov nebo také Kunas, Kuňov) se odvozuje od osobního jména Kuno nebo Kuna, což byla zkratka pro jméno Konrad.

## Historie
První písemná zmínka o vesnici pochází z roku 1487.
Sídlo bylo založeno pravděpodobně v polovině 13. století a bylo nejsevernějším bodem držav rakouské šlechty (rodina Zöbingů či Hirschbergů). Vesnice spadala pod pasovské biskupství a v církevních spisech tohoto biskupství je dle některých pramenů zapsána jako součást novobystřické fary v roce 1355. Některé zprávy ukazují i na poničení vesnice při bojích mezi pány z Hradce a pány z Landštejna, poškozena měla být také v roce 1420 při postupu Jana Žižky z Trocnova proti husitskému odpůrci. První doložená zmínka o vsi je z 5. března 1487 Volfgang Krajíř z Krajku rozdělil část svých statků mezi své syny. Kunějov předal svým synům Jiřímu II. a Kunrátu III. o dva roky později.
Další zápisy o Kunějovu pochází z poloviny 16. století, kdy patřil k panství Nové Bystřice a Chlumu u Třeboně, které ovládal rod Lobkoviců. Od Lobkoviců koupil toto panství 29. března 1602 Radslav Kinský ze Vchynic a Tetova. Ten 18. března 1615 prodal panství Lucii Otýlii z Hradce (manželka Viléma Slavaty z Chlumu).
Vesnice byla poničena během třicetileté války, nejdříve císařskými vojsky, posléze švédskými oddíly. Při dělení slavatovského majetku po úmrtí Františka Leopoldy Slavaty připadlo panství Nové Bystřice a Chlumu od 17. listopadu 1693 hrabatům Fünfkirchenům. Po smrti Jana Adama hraběta Fünfkirchena v roce 1754 dědí jeho panství nezletilá dcera Antonie, která se provdala za Karla Ignáce hraběte Clary-Aldringena. Po smrti Antonie (1799) prochází novobystřické panství rukama několika majitelů a to až do roku 1848. Po tomto roce se na základě rozhodnutí Říšského sněmu museli všichni hospodáři z roboty vykoupit, tento proces byl v Kunějově ukončen v roce 1852. Zároveň došlo ke změně samosprávy a do čela vesnice se postavil starosta.
Za první světové války byla většina zdejších mužů odvedena na frontu. Po podepsání mnichovské dohody připadlo Novobystřicko včetně Kunějova Německé říši. Za druhé světové války museli muži opět na válečnou frontu. Po válce bylo původní německé obyvatelstvo vyhnáno a vesnici začalo osídlovat české obyvatelstvo (v roce 1910 bylo z 478 obyvatel 7 Čechů, v roce 1945 z 204 obyvatel 174 Čechů).

## Obyvatelstvo
| Rok            | 1869 | 1880 | 1890 | 1900 | 1910 | 1921 | 1930 | 1950 | 1961 | 1970 | 1980 | 1991 | 2001 | 2011 | 2021 |
| -------------- | ---- | ---- | ---- | ---- | ---- | ---- | ---- | ---- | ---- | ---- | ---- | ---- | ---- | ---- | ---- |
| Počet obyvatel | 684  | 669  | 592  | 558  | 478  | 427  | 414  | 205  | 139  | 116  | 96   | 75   | 51   | 59   | 75   |
| Počet domů     | 78   | 87   | 91   | 90   | 87   | 79   | 79   | 57   | 32   | 27   | 29   | 36   | 33   | 38   | 41   |

## Obecní správa

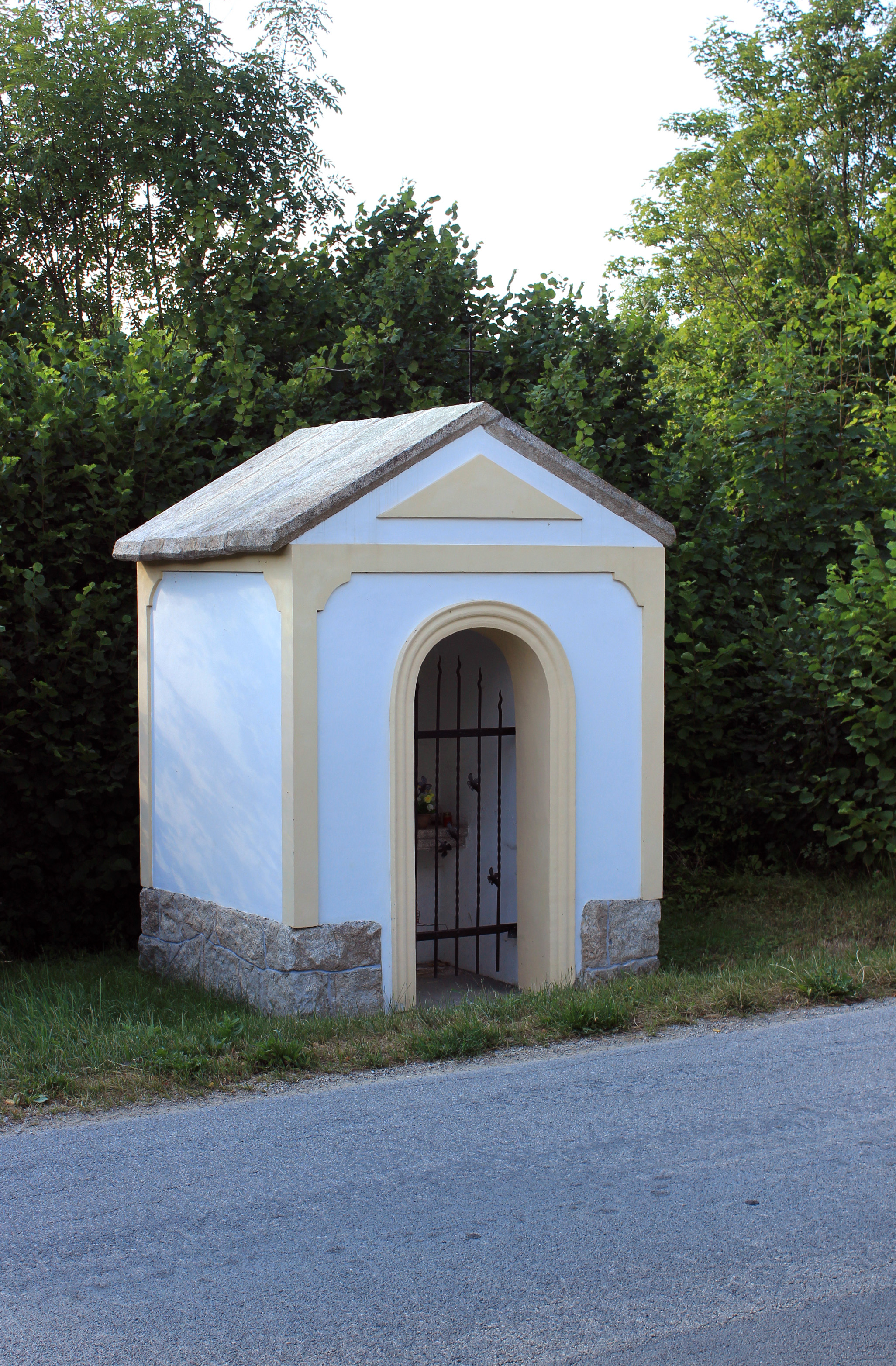
Kaplička u silnice k Člunku

Při sčítání lidu v letech 1850–1964 Kunějov byl samostatnou obcí v okrese Jindřichův Hradec. Od 14. června 1964 do 31. prosince 1988 byl částí obce Člunek v okrese Jindřichův Hradec. Od 1. ledna 1989 do 30. června 1990 byl částí obce Kunžak v okrese Jindřichův Hradec. Od 1. července 1990 je opět částí obce Člunek v okrese Jindřichův Hradec.

## Pamětihodnosti
V centru vesnice stojí kaple svatého Filipa a Jakuba postavená v roce 1853. U kaple stojí kříž s Kristem a Pannou Marií z roku 1872. V dolní části Kunějova při odbočce na Číměř stojí socha svatého Jana Nepomuckého z roku 1906. Ve vesnici stojí rovněž památník, který původně připomínal německé obyvatele vesnice padlé v první světové válce, ale po vysídlení německého obyvatelstva byl upraven a nyní nese nápis „Na památku dosídlení Kunějova českými lidmi“. 

## Turistika
V horní části Kunějova vede žlutě značená turistická trasa spojující Jindřichův Hradec a Staré Město pod Landštejnem. Kunějovem prochází rovněž dvě cyklotrasy – č. 1119 (Suchdol – Dobrá Voda) a č. 1241 (Jindřichův Hradec – Kaproun). V zimním období lze využít upravované zimní běžecké trasy – Kunějovem vede okruh ZBT 06 (Kunějov – Kunějovský Dvůr – Senotín – Kunějov; cca devět kilometrů) a okruh ZBT 08 (Dobrá Voda – Kunějov – Kunějovské samoty – Dobrá Voda; cca osm kilometrů). V Kunějově je také jedno ze zastavení (informační panel) na naučné stezce vedoucí od Nové Bystřice, která popisuje historii a význam textilnictví na Novobystřicku.

V blízkosti Kunějova se nachází Kačležský rybník. Poblíž cesty z Kunějova k tomuto rybníku se nachází Bílá skála, cca čtyři metry vysoký skalní útvar zakončující křemennou žílu. Západně od vesnice se v lesích nachází Kamenný stůl – pravděpodobně se jedná o tzv. megalit.

## Další fotografie

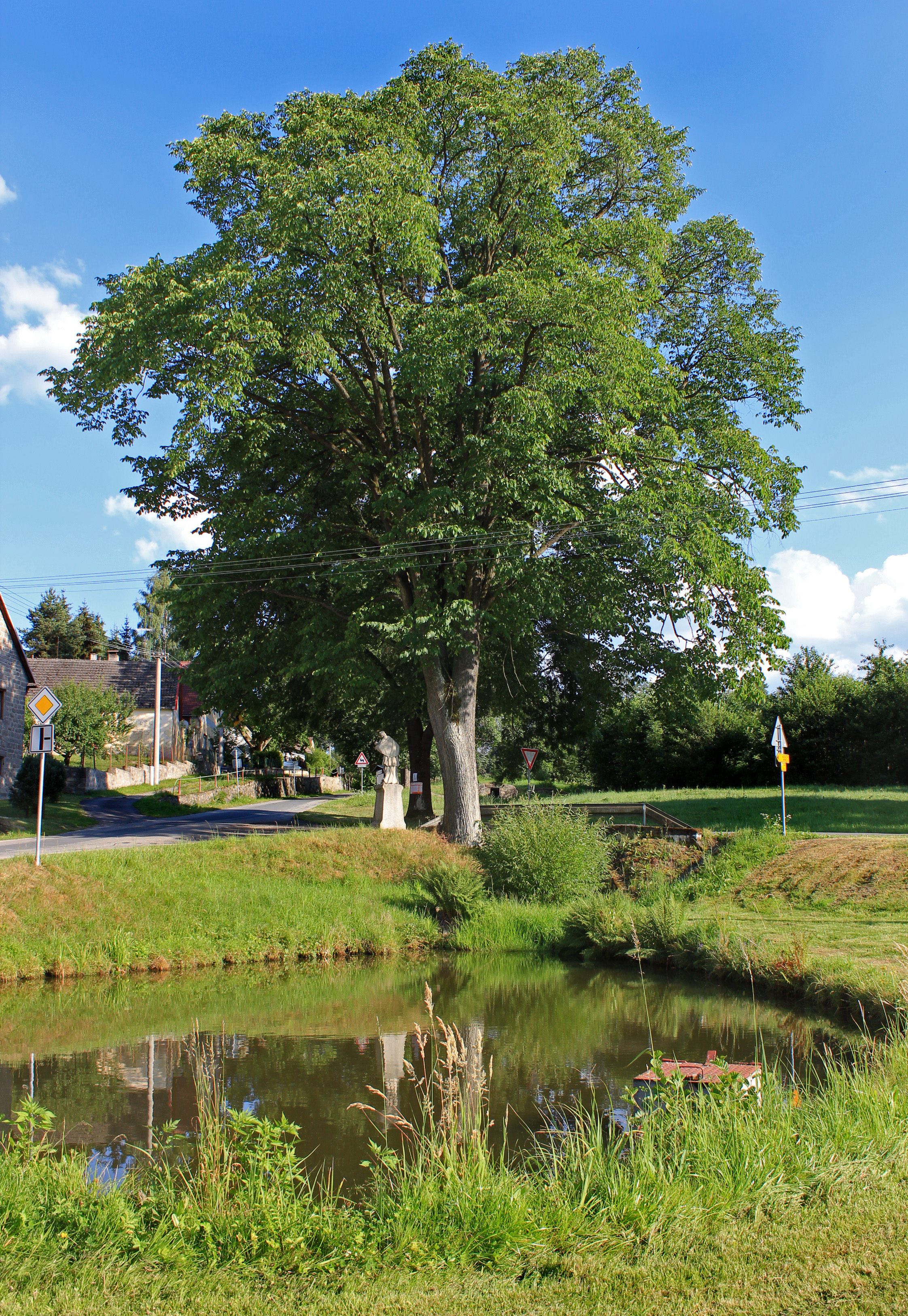
Jeden z rybníčků na Kunějovském potoce
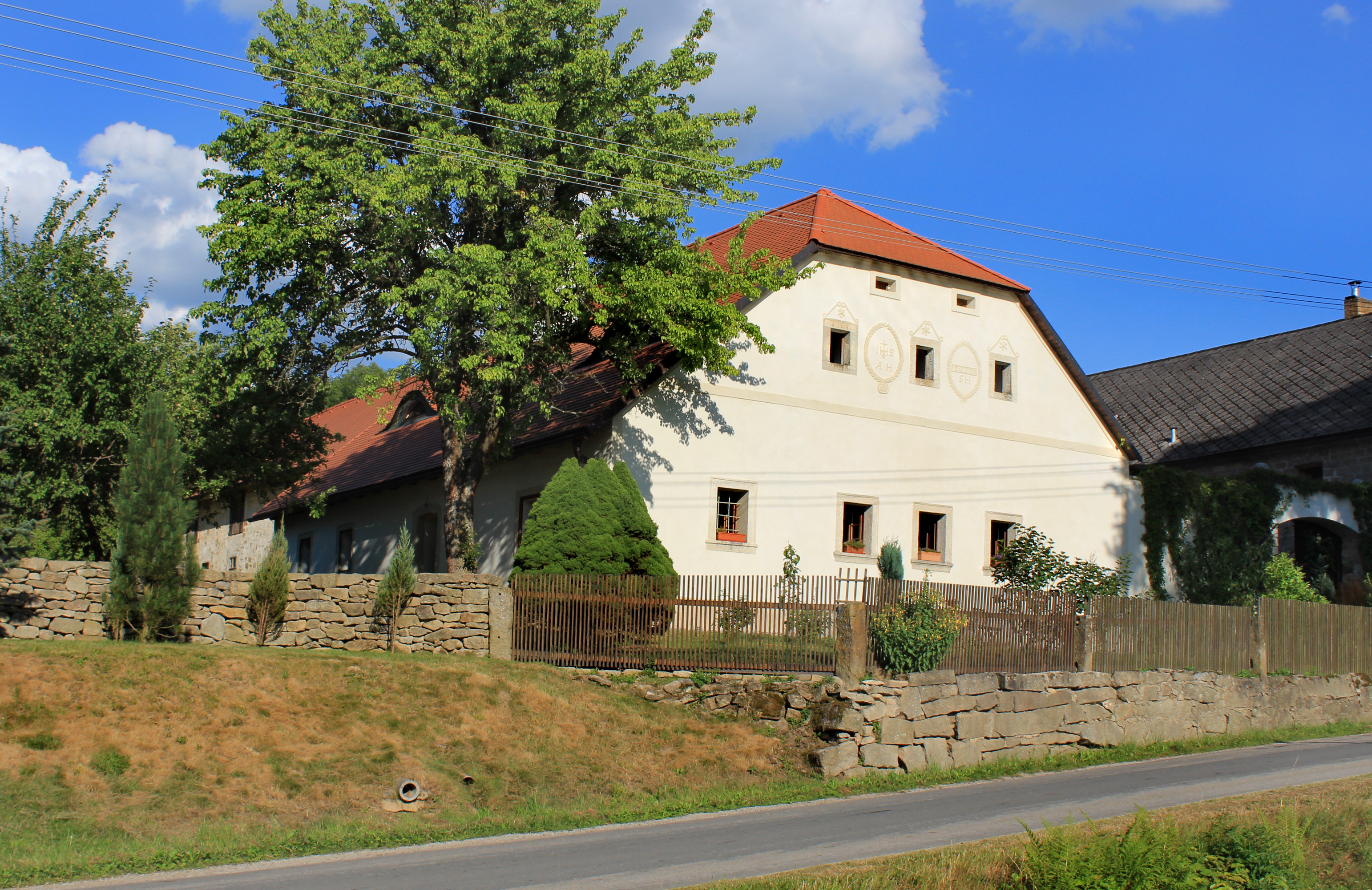
Dům čp. 33
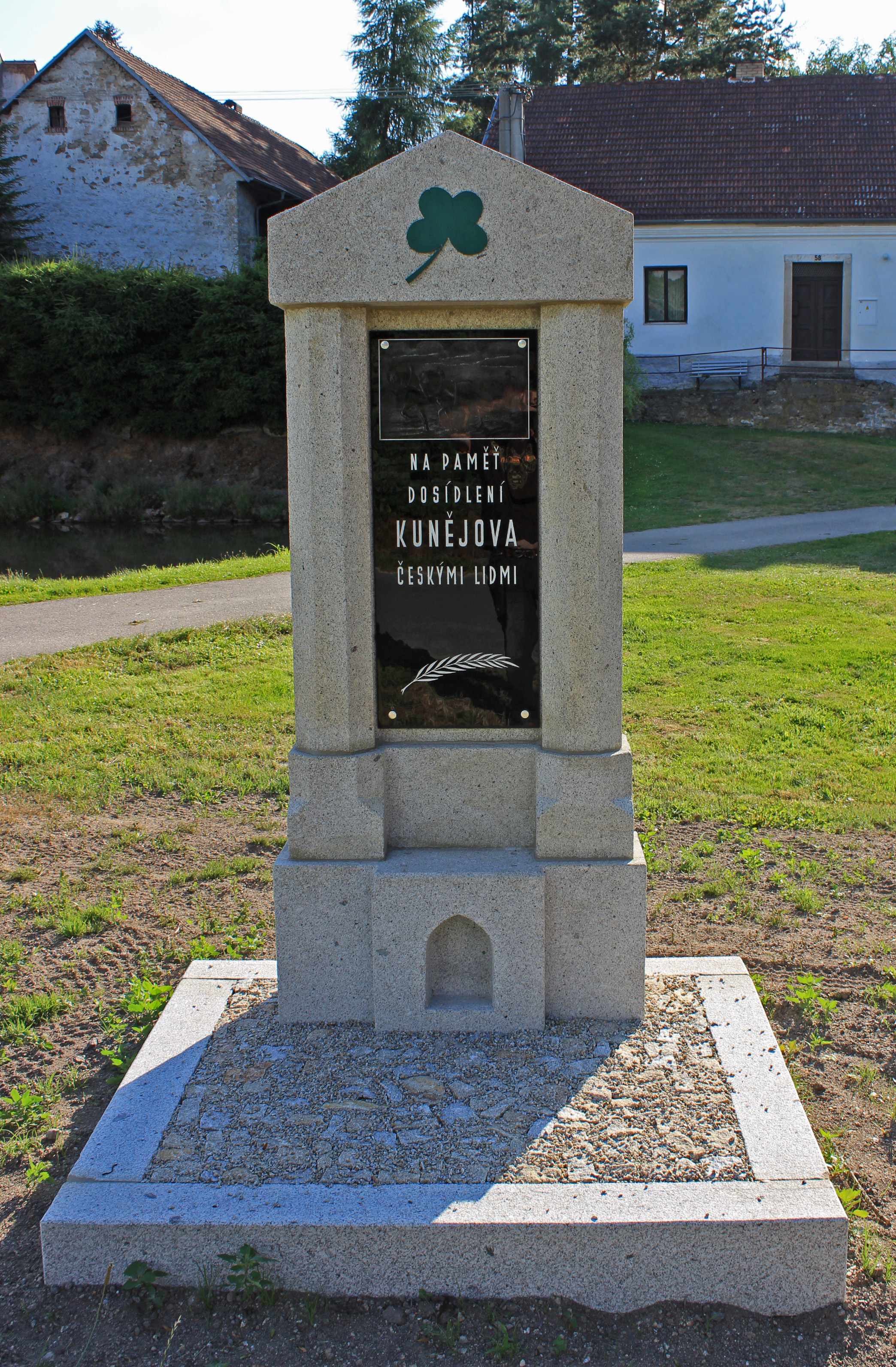
Zajímavý památník místního osidlování